# Resolution 1724 des UN-Sicherheitsrates
Die Resolution 1724 des UN-Sicherheitsrates ist eine Resolution, die der Sicherheitsrat der Vereinten Nationen auf seiner 5575. Sitzung am 29. November 2006 einstimmig verabschiedet hat. Es handelt sich um eine Resolution nach Kapitel VII der Charta der Vereinten Nationen. Der Sicherheitsrat nimmt Bezug auf seine früheren Resolutionen zu Somalia, speziell auf die Resolutionen 733, 1519, 1558, 1587, 1630 und 1676. Der Resolutionstext war von Katar eingebracht worden.
Wegen des deutlichen Anwachsens von Waffenlieferungen und damit dem Verstoß gegen das im Jahre 1992 verhängte Waffenembargo bekräftigt der Sicherheitsrat mit der Annahme der Resolution die Forderung nach der vollständigen Einhaltung des Waffenembargos (Resolution 733 vom 23. Januar 1992). Er beauftragt den Generalsekretär der Vereinten Nationen, mit dem Komitee des Sicherheitsrates, das durch die Resolution 751 am 24. April 1992 erstmals eingesetzt worden war, die Überwachungsgruppe (Monitoring Group) zur Beobachtung von Verstößen gegen das Waffenembargo innerhalb von dreißig Tagen und für eine Laufzeit von zunächst sechs Monaten wieder einzusetzen. Diese Überwachungsgruppe war erstmals durch Paragraph 3 der Resolution 1558 im Jahre 2004 aufgestellt worden und das Mandat war wiederholt verlängert worden, aber am 29. November 2006 ausgelaufen.
Das Mandat der Gruppe (das erstmals durch die Resolution 1587 festgelegt wurde) umfasst – in Zusammenarbeit mit internationalen Behörden – die Untersuchung aller Aktivitäten, die Finanzmittel erzeugen, um das Waffenembargo zu umgehen; die Untersuchung der Transportrouten und die Kontrolle von Häfen, Flughäfen und anderen Transporteinrichtungen, die bei der Verletzung des Waffenembargos verwendet werden; die Aufstellung und Führung einer Liste der Einzelpersonen und Organisationen innerhalb und außerhalb Somalias, die das durch die Mitgliedsstaaten verhängte Embargo verletzen, um spätere Maßnahmen des Sicherheitsrat zu ermöglichen; dem Komitee und dem Sicherheitsrat Vorschläge hinsichtlich der Ermittlungen zu unterbreiten.
Die Resolution war verabschiedet worden, weil der Schlussbericht der Überwachungsgruppe ergab, dass die von sieben Staaten (Dschibuti, Ägypten, Eritrea, Iran, Libyen, Syrien und Saudi-Arabien), sowie durch die Hisbollah unterstützte Union islamischer Gerichte im Süden und in der Mitte Somalias eine beherrschende Rolle gewonnen hat. Die in Baidoa sitzende Übergangsregierung Transitional National Government, die von Äthiopien, Jemen und Uganda unterstützt wird, versucht ihre Macht zu erhalten und daraus besteht die Möglichkeit eines militärischen Konflikts. Beide Seiten werden innerhalb Somalias durch Kampfgruppen und militärischen Beratern aus mehreren Ländern unterstützt. Der Sicherheitsrat befürchtet auch einen zwischenstaatlichen Konflikt zwischen Somalia und Eritrea. Der Bericht der Überwachungsgruppe hatte vorgeschlagen, dass das Waffenembargo verschärft und strenger überwacht werden soll, einschließlich einer Land-, Luft und Seeblockade, sowie durch diplomatische Maßnahmen auf höchster Ebene die verwickelten Staaten dazu gebracht werden sollen, sich zurückzuziehen. Die Resolutionstext ging allerdings nicht so weit.